# Abdoulghani Tokhi
Abdoulghani Tokhi (født 1986 i Kandahar, Afghanistan) blev 21. oktober 2008 idømt 7 års fængsel og udvisning fra Danmark for bestandigt efter terrorlovgivningen for sin rolle i den såkaldte Glasvej-sag. Straffen blev i 2009 af Østre Landsret skærpet til 8 års fængsel. Udvisningen blev gennemført den 7. februar 2017, hvor han blev udsendt til Afghanistan.

## Biografi

### Opvækst
Han er født i Kandahar i Afghanistan. Her boede han i sine første leveår, indtil han flyttede med sine forældre og fire søskende til Thailand via et FN-flygtningeprogram. Efter fem-seks år rejste familien til Danmark og flyttede til Avedøre. Hans skolegang foregik på Dansborgskolen i Hvidovre til og med 9. klasse. Efterfølgende begyndte han på Avedøre Gymnasium i 2004. Han blev bortvist af rektor i en kort periode efter at have uddelt løbesedler til skolens muslimer. Han droppede ud efter 2.G og begyndte på HF, hvor han dog også droppede ud. Efterfølgende havde han en række job, bl.a. hos De Grønne Bude og som vagt i Metroen, indtil han kom i lære som maler. Han nåede at arbejde én dag, inden han blev anholdt.

## Kriminel løbebane
Abdoulghani Tokhi er et kendt ansigt i de kriminelle kredse. Således sad flere af hans bekendte, der var involveret fra Glostrup-sagen på tilhørerpladserne, da han fik sin dom i byretten.[kilde mangler]

### Glasvej-sagen
Abdoulghani Tokhi blev dømt for terrorvirksomhed i den såkaldte Glasvej-sag. Retten lagde vægt på at der har været kontakt til al-Qaeda. Han blev idømt 7 års fængsel og udvisning fra Danmark for bestandigt. Der var enighed blandt de tre juridiske dommere, men ikke mellem de seks nævninge, og Abdoulghani Tokhi blev da også dømt for at have en underordnet rolle i sagen.
Abdoulghani Tokhis forsvarsadvokat Anders Boelskifte mente dommen var for hård, især den del, der drejer som om udvisning.
I samme sag blev pakistaneren med dansk pas, Hammad Khürshid, dømt, mens seks øvrige involverede ikke blev dømt. Straffen blev i 2009 af Østre Landsret skærpet til 8 års fængsel. Han blev efterfølgende den 10. november 2011 idømt yderligere 1 års fængsel for at have overfaldet en medfange med en kniv.